# Noturus
Noturus – rodzaj ryb sumokształtnych z rodziny sumikowatych (Ictaluridae). Charakteryzują je duże oczy i długa płetwa tłuszczowa, często łącząca się z ogonową. Kolce ich płetw są połączone z gruczołami jadowymi.

## Klasyfikacja
Gatunki zaliczane do tego rodzaju:
| - Noturus albater - Noturus baileyi – wariatek smolisty - Noturus crypticus - Noturus elegans - Noturus eleutherus - Noturus exilis - Noturus fasciatus - Noturus flavater - Noturus flavipinnis - Noturus flavus - Noturus funebris - Noturus furiosus - Noturus gilberti - Noturus gladiator - Noturus gyrinus | - Noturus hildebrandi - Noturus insignis - Noturus lachneri - Noturus leptacanthus - Noturus maydeni - Noturus miurus - Noturus munitus - Noturus nocturnus - Noturus phaeus - Noturus placidus - Noturus stanauli - Noturus stigmosus - Noturus taylori - Noturus trautmani |

Gatunkiem typowym jest Noturus flavus.

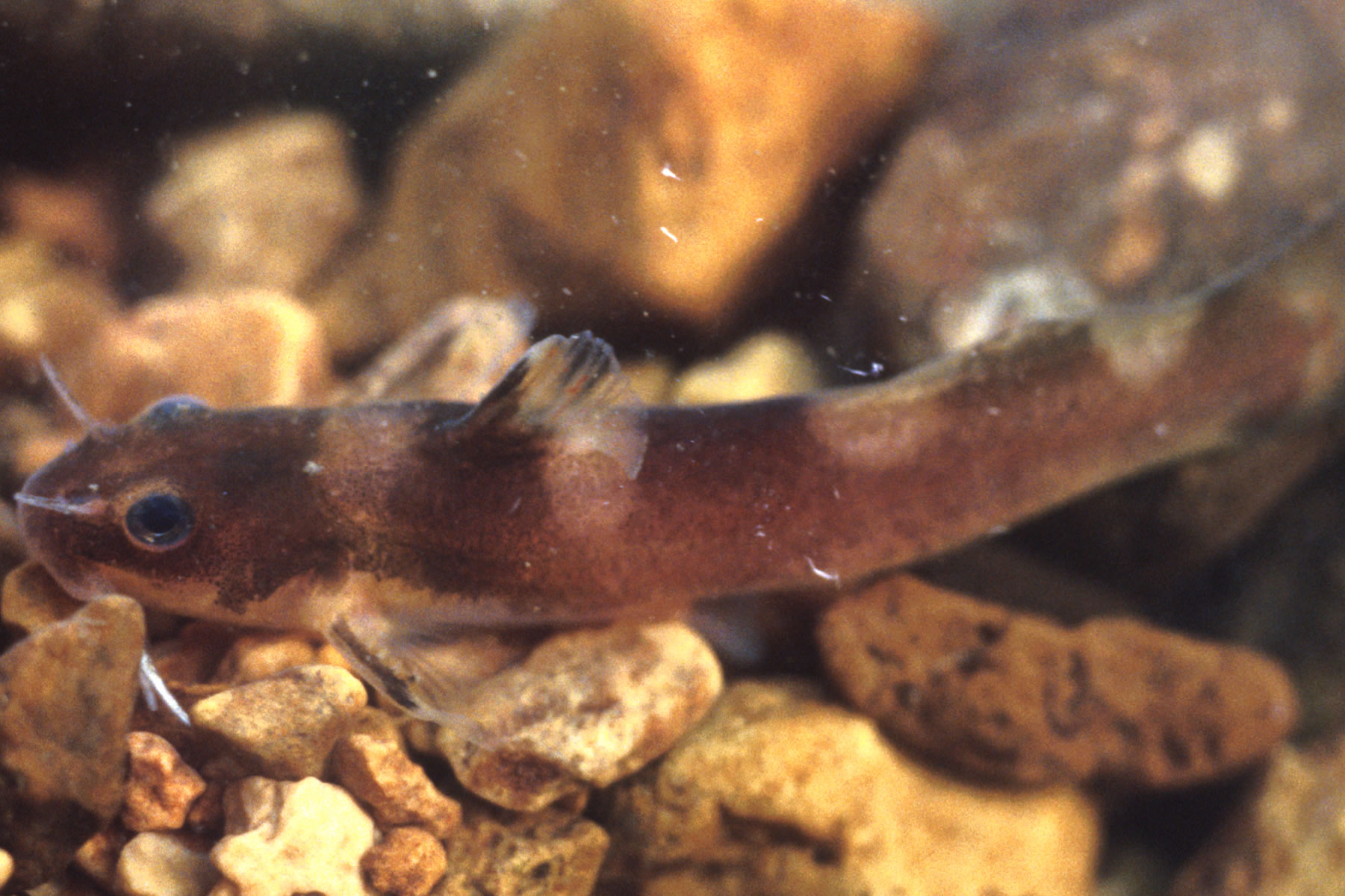
Noturus fasciatus
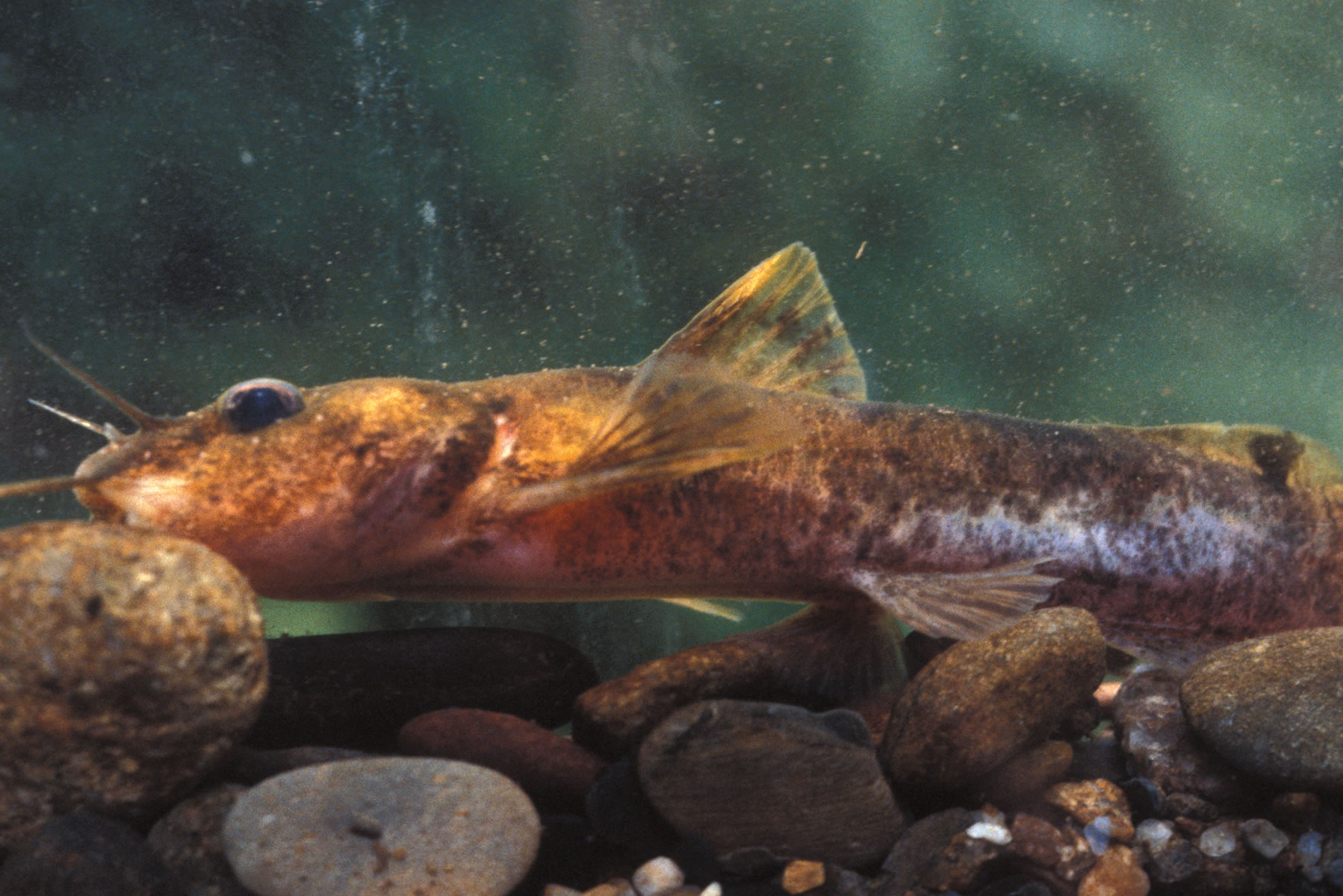
Noturus flavipinnis
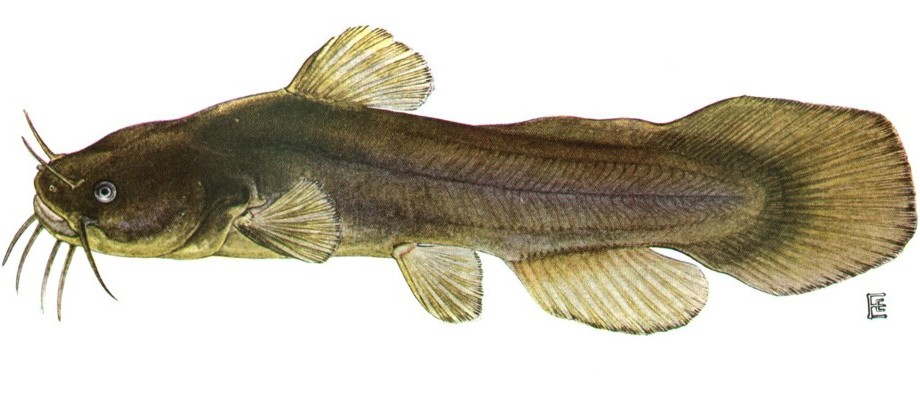
Noturus gyrinus
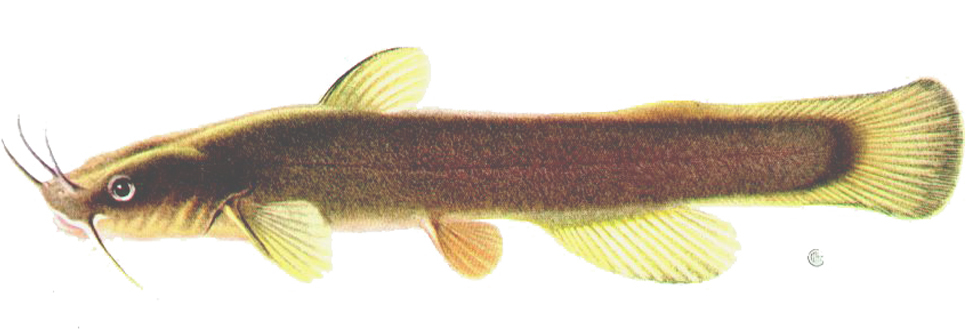
Noturus insignis
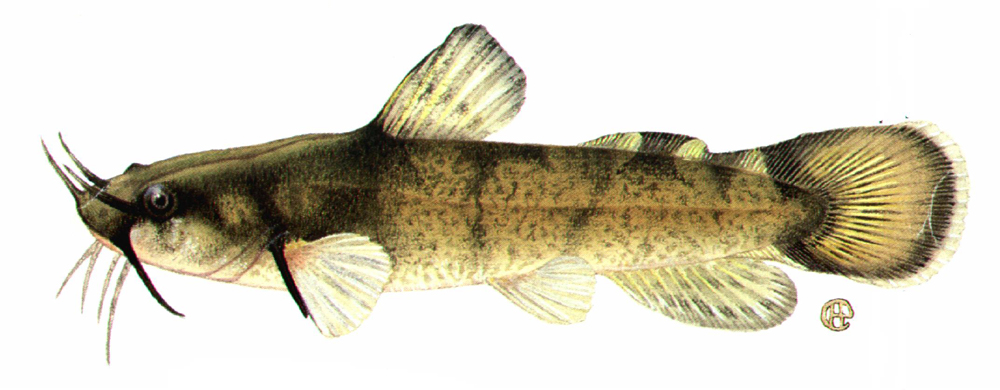
Noturus miurus
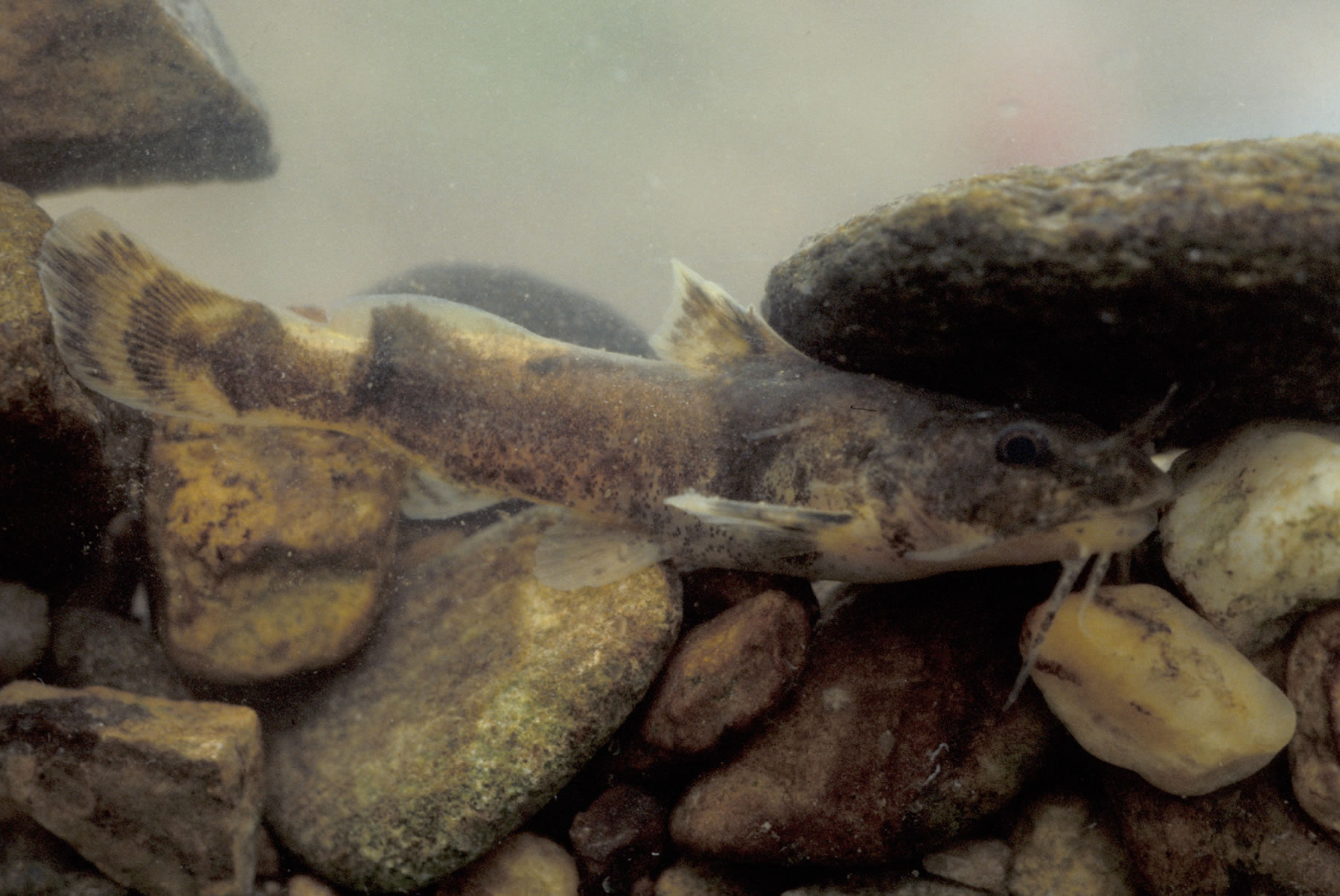
Noturus munitus
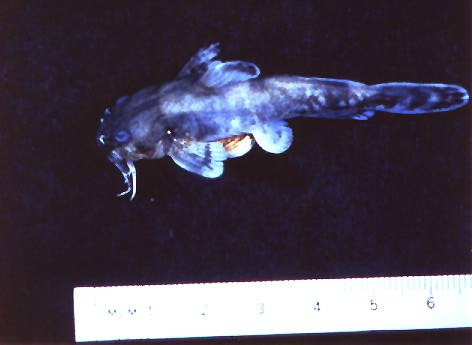
Noturus placidus